# Gromada Goławiec
Gromada Goławiec war eine Verwaltungseinheit in der Volksrepublik Polen zwischen 1954 und 1961. Verwaltet wurde die Gromada vom Gromadzka Rada Narodowa, dessen Sitz sich in Goławiec befand und aus 12 Mitgliedern bestand.

Die Gromada Goławiec gehörte zum Powiat Pszczyński in der Woiwodschaft Katowice (damals Stalinogród) und bestand aus der ehemaligen Gromadas Goławiec und Górki der aufgelösten Gmina Chełm. Die Gromada Goławiec wurde zum 13. November 1954 (rückwirkend zum 1. Oktober 1954) Teil des neugeschaffenen Powiat Tyski.

Die Gromada Goławiec wurde zum 31. Dezember 1961 aufgelöst und in die Gromada Chełm eingegliedert.